# Бэринг, Томас, 1-й граф Нортбрук
Томас Джордж Бэринг, 1-й граф Нортбрук (англ. Thomas George Baring, 1st Earl of Northbrook; 1826—1904) — английский государственный деятель.
Из семьи Бэринг, сын Френсиса Бэринга, 1-го барона Нортбрука и его 1-й жены Джейн Грей, племянницы Чарлза, 2-го графа Грея.
По окончании курса в Оксфорде занимал разные должности в министерствах торговли, внутренних дел, по индийским делам и в адмиралтействе. В 1857 году выбранный в палату общин, он был при лорде Пальмерстоне в 1857—58 годах морским министром, в 1859—61 годах — государственным секретарем по делами Индии, в 1861—66 годах — военным министром. К последнему посту он вернулся в министерстве Гладстона, в декабре 1868 года, после того как в 1866 году, по смерти отца вступил в верхнюю палату, как 2-й лорд Нортбрук.
В феврале 1872 году он был сделан вице-королём Индии. Эту должность занимал до февраля 1876 года, когда его отказ содействовать афганской политике лорда Биконсфильда повлёк за собой его отставку. Вслед за тем он был возведён в достоинство виконта Беринг (of Lee) и графа Нортбрук. Во втором министерстве Гладстона (1880—1885) принял пост морского министра, но в 1886 году разошелся с Гладстоном по вопросу о гомруле.